# Mỹ Hiệp
Mỹ Hiệp is een xã in het district Chợ Mới, een van de districten in de Vietnamese provincie An Giang in de Mekong-delta. Mỹ Hiệp ligt op het riviereiland Giêng.